# کابوم
کابوم (انگلیسی: Kaboom) یک فیلم در ژانر علمی تخیلی، معمایی، و کمدی به کارگردانی گرگ آراکی است که در سال ۲۰۱۰ منتشر شد.
داستان علمی تخیلی با مرکزیت ماجراهای جنسی گروهی از دانشجویان و کشف یک فرقهٔ عجیب است. این فیلم نخستین بار در جشنواره کن سال ۲۰۱۰ اکران شد.که در آن‌جا نخستین جایزهٔ نخل دگرباشی به خاطر توجه‌اش به مسائل ال‌جی‌بی‌تی، به این فیلم اعطا شد.

## بازیگران

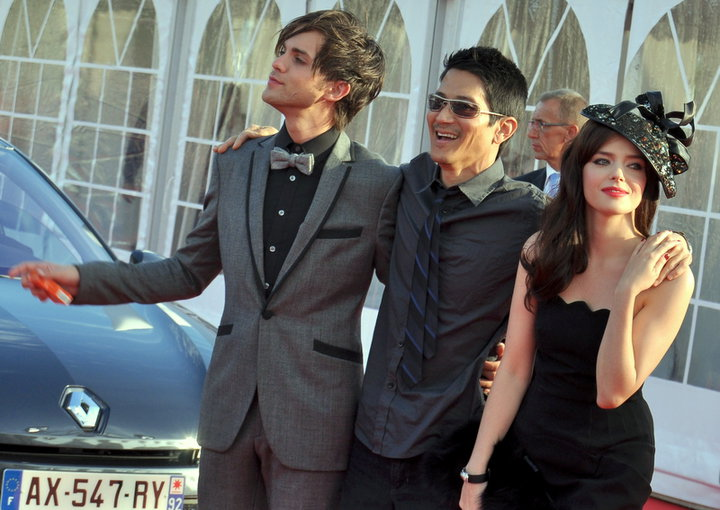
توماس دکر، گرگ آراکی و روکسان مسکیدا
بر رپی فرش قرمز این فیلم در جشنوارهٔ فیلم دوویل آمریکا

- توماس دکر در نقش اسمیت
- جونو تیمپل در نقش لاندن
- هیلی بنت در نقش استلا
- روکسان مسکیدا در نقش لرولی/لورا
- جیمز دووال در نقش مسایاه
- کریس زیلکا در نقش ثور
- کلی لینچ در نقش نیکول